# 30e cérémonie des prix Génie
La 30e cérémonie des Prix Génie s'est déroulée le 12 avril 2010 pour récompenser les films sortis en 2009. Les nominations ont été annoncées le 1er mars 2010.

## Palmarès

### Meilleur film
- Polytechnique (Maxime Rémillard, Don Carmody, producteurs)
  - 3 saisons (Maude Bouchard, Jim Donovan, Sandy Martinez, Bruno Rosato, producteurs)
  - Before Tomorrow (Stéphane Rituit, producteurs)
  - La Guerre de l'ombre (Shawn Williamson, Stephen Hegyes, Peter La Terriere, Kari Skogland, producteurs)
  - Nurse.Fighter.Boy (Ingrid Veninger, producteurs)

### Meilleur acteur
- Joshua Jackson, One Week
  - Jean-Carl Boucher, 1981
  - Paul Dylan Ivalu, Before Tomorrow
  - Clark Johnson, Nurse.Fighter.Boy
  - Stephen McHattie, Pontypool

### Meilleur acteur dans un second rôle
- Maxim Gaudette, Polytechnique
  - Patrick Drolet, De père en flic
  - John Dunsworth, Trailer Park Boys: Countdown to Liquor Day
  - Rémy Girard, De père en flic
  - Scott Speedman, Adoration

### Meilleure actrice
- Karine Vanasse, Polytechnique
  - Madeline Ivalu, Before Tomorrow
  - Karen LeBlanc, Nurse.Fighter.Boy
  - Carinne Leduc, 3 saisons
  - Gabrielle Rose, Mothers & Daughters

### Meilleure actrice dans un second rôle
- Martha Burns, Love and Savagery
  - Liane Balaban, One Week
  - Marie Brassard, Les Grandes Chaleurs
  - Isabel Richer, Babine
  - Sonia Vachon, 5150 Elm's Way

### Meilleur réalisateur
- Denis Villeneuve, Polytechnique
  - Marie-Hélène Cousineau et Madeline Ivalu, Before Tomorrow
  - Bruce McDonald, Pontypool
  - Charles Officer, Nurse.Fighter.Boy
  - Kari Skogland, La Guerre de l'ombre

### Meilleure direction artistique
- Eve Stewart, La Guerre de l'ombre
  - Diana Abbatangelo, Nurse.Fighter.Boy
  - Susan Avingaq, Before Tomorrow
  - Jean Babin, Grande Ourse : La Clé des possibles
  - Patrice Vermette, 1981

### Meilleure photographie
- Pierre Gill, Polytechnique
  - Steve Cosens, Nurse.Fighter.Boy
  - Jonathan Freeman, La Guerre de l'ombre
  - Ronald Plante, Grande Ourse : La Clé des possibles
  - Allen Smith, Les doigts croches

### Meilleurs costumes
- Atuat Akittirq, Before Tomorrow
  - Carmen Alie, Grande Ourse : La Clé des possibles
  - Sarah Armstrong, Nurse.Fighter.Boy
  - Brenda Broer, Cairo Time
  - Anne-Karine Gauthier, 1981

### Meilleur montage
- Richard Comeau, Polytechnique
  - Alain Baril, 5150 Elm's Way
  - Michel Grou, Grande Ourse : La Clé des possibles
  - Jim Munro, La Guerre de l'ombre
  - François Normandin et Jim Donovan, 3 saisons

### Meilleure adaptation
- Kari Skogland, La Guerre de l'ombre
  - Tony Burgess, Pontypool
  - Marie-Hélène Cousineau, Susan Avingaq et Madeline Ivalu, Before Tomorrow

### Meilleur scénario original
- Jacques Davidts, Polytechnique
  - David Bezmozgis, Victoria Day
  - Atom Egoyan, Adoration
  - Émile Gaudreault et Ian Lauzon, De père en flic
  - Charles Officer et Ingrid Veninger, Nurse.Fighter.Boy

### Meilleur son
- Stéphane Bergeron, Pierre Blain, Jo Caron et Benoît Leduc, Polytechnique
  - Simon Goulet et Bernard Gariépy Strobl, 5150 Elm's Way
  - Richard Lavoie, Arnaud Derimay, Jean-Charles Desjardins et Bernard Gariépy Strobl, Before Tomorrow
  - Mario Auclair, Daniel Bisson, Luc Boudrias et Jean-Charles Desjardins, Grande Ourse : La Clé des possibles
  - Claude Hazanavicius, Daniel Bisson, Jean-Charles Desjardins et Bernard Gariépy Strobl, Love & Savagery

### Meilleure musique
- Normand Corbeil, Grande Ourse : La Clé des possibles
  - Benoît Charest, Polytechnique
  - Bertrand Chénier, Love & Savagery
  - Christian Clermont, 5150 Elm's Way
  - Ben Mink, La Guerre de l'ombre

### Meilleure chanson
- John Welsman et Cherie Camp, "Oh Love" (Nurse.Fighter.Boy)
  - Susan Avingaq, «Pamani» (Before Tomorrow)
  - Sari Dajani, Iohann Martin, Rudy Toussaint et John Von Aichlinger, "Bon Swa" (Les Grandes Chaleurs)

### Meilleur documentaire
- Kristina McLaughlin, Michael McMahon et Alan Zweig, A Hard Name
  - Larry Weinstein, Rudolf Biermann et Jessica Daniel, Inside Hana's Suitcase
  - Claude Demers, Les dames en bleu
  - Patricia Aquino et Paul Saltzman, Prom Night in Mississippi
  - Mila Aung-Thwin, Kat Baulu, Brett Gaylor et Germaine Ying-Gee Wong, RiP: A Remix Manifesto

### Meilleur documentaire court
- Kara Blake et Marie-Josée Saint-Pierre, The Delian Mode
  - Marie-Josée Saint-Pierre, Passages
  - Peter Mettler, Sandy Hunter et Laura Severinac, Petropolis: Aerial Perspectives on the Alberta Tar Sands

### Meilleur court-métrage dramatique
- Pedro Pires et Catherine Chagnon, Danse macabre
  - Constant Mentzas, Gilles
  - Élaine Hébert et Émile Proulx-Cloutier, La vie commence
  - Dan Montgomery et Kazik Radwanski, Princess Margaret Blvd.
  - Ky Nam Le Duc, Terre des hommes

### Meilleur court métrage d'animation
- Runaway (en), Derek Mazur, Cordell Barker (en) et Michael J. F. Scott (en),
  - The Spine (en), Steven Hoban, Chris Landreth et Marcy Page (en)
  - Vive la rose, Michael Fukushima, Bruce Alcock (en), Annette Clarke et Tina Ouellette